# Лимојн (Пенсилванија)
Лимојн (енгл. Lemoyne) град је у америчкој савезној држави Пенсилванија.

## Демографија
По попису из 2010. године број становника је 4.553, што је 558 (14,0%) становника више него 2000. године.
| Група             | 2000.         | 2010.         |
| Белци             | 3.826 (95,8%) | 4.002 (87,9%) |
| Афроамериканци    | 23 (0,6%)     | 118 (2,6%)    |
| Азијати           | 52 (1,3%)     | 72 (1,6%)     |
| Хиспаноамериканци | 43 (1,1%)     | 232 (5,1%)    |
| Укупно            | 3.995         | 4.553         |